# Tom Kennedy
Tom Kennedy, född 24 juni 1985 i Bury, är en engelsk fotbollsspelare, som sedan år 2012 spelar för den engelska fotbollsklubben Barnsley. Kennedys främsta position är vänsterback. 
År 2002 Tom Kennedy skrev på för Bury, klubben från hans hemstad. Han var klubben trogen i fem år, han hann spela 143 matcher. År 2007 skrev han på för Rochdale där han spelade 132 matcher. I juni 2010 gick Kennedys kontrakt med klubben ut.
Den 10 juni 2010 var det klart att Kennedy skrev på ett treårskontrakt med Championship-klubben Leicester City. Det sägs att Kennedy valde Leicester före Doncaster Rovers.

## Kuriosa
Kennedys farbror är Liverpool legenden Alan Kennedy.